# Bambino (cantante)
Miguel Vargas Jiménez (Utrera, 12 de febrero de 1940-Utrera, 5 de mayo de 1999), conocido artísticamente como Bambino, fue un cantautor de flamenco y copla, renovador de la canción aflamencada y una de las figuras más influyentes de la rumba y el flamenco en los años sesenta y setenta.
Tras unos inicios en la escena de Utrera, en los años sesenta saltó a la fama en los tablaos andaluces y especialmente en la escena madrileña, donde obtuvo una gran popularidad por su estilo dramático y personal de interpretación y su mezcla heterodoxa de sonidos flamencos, latinos, de rumba y de otros géneros.De esta etapa son sus temas más populares, como «La Pared» (1966), «Payaso», «Quiero» (1967), «Se me va» o «Adoro» (1973), en los que abundan letras de amor atormentado que se han vinculado a su bisexualidad y su querencia por la vida nocturna.
Hacia finales de la década de los setenta su carrera entró en declive en paralelo al auge de nuevos sonidos como los de la Movida, pero en 1985 publicó el álbum Soy lo prohibido, que contenía la popular «Procuro olvidarte» y supuso una renovación estilística gracias a las producciones de Gonzalo García Pelayo.En los años siguientes su popularidad decreció y regresó a Utrera, desde donde editó su álbum final Resucité (1996) y recibió homenajes antes de su fallecimiento en 1999.
Su figura y estilo influyó en músicos como Camarón de la Isla, María Jiménez, José Mercé, Raphael o Paco de Lucía, con quien colaboró en distintas ocasiones, y en 2021 se estrenó el documental sobre su vida Algo salvaje. La historia de Bambino.

## Inicios
Miguel Vargas Jiménez nació en la calle Nueva de Utrera el 12 de febrero de 1940. Fue el tercer hijo del matrimonio gitano formado por Manuel Vargas Torres «Chamona», y la bailaora Francisca Jiménez Ramírez «Frasquita», hija de Diego «el de Gaspar» y hermana de Manuel de Angustias. Los Jiménez eran conocidos en Utrera, sobre todo, porque tenían una tabla de carne en el Mercado de Abastos. Miguel estudió en las Escuelas Salesianas de Utrera y formó parte en su infancia del Coro de Consolación, en un anexo al santuario que acoge a la patrona de la ciudad. En su adolescencia ejerció el oficio de peluquero junto a su padre y en otras barberías utreranas. Ya por entonces, mediados de los años cincuenta, se sentía atraído por el cante y por el baile flamenco. Participaba en las fiestas familiares de la comunidad calé, organizadas con motivo de bodas, bautizos o dichos que tenían como protagonistas a parientes cercanos.
En torno a 1960 surge el apodo de «Bambino». En un Potaje Gitano de Utrera asistió a la actuación de Diego «el de Gloria», cantaor de Jerez primo de Antonio Mairena, que interpretó por rumbas una versión de «Chiquillo», tema melódico de Gloria Lasso que a su vez versionaba la canción napolitana «Guaglione» de Renato Carosone. Vargas incluyó esa rumba en su repertorio y sorprendió a su público con su interpretación de la misma, en la que mezclaba cante y baile. Dado que los coros de la canción repetían «Bambino, Bambino» y la versión se convirtió en una de las más repetidas de su repertorio, Miguel Vargas acabó adoptando el nombre de Bambino.

## Años sesenta y setenta: éxito
Con el nombre artístico fijado, Bambino actuó en Utrera y en localidades cercanas. A mediados de 1961 ya formaba parte del elenco de La Venta de Antequera (Sevilla) y en el otoño de ese año fue contratado por el torero Gitanillo de Triana para debutar en Madrid en el tablao El Duende, del que era dueño junto a su suegra Pastora Imperio. Tras el paréntesis del servicio militar, realizado hasta mediados de 1963 en el Regimiento de Artillería Antiaérea n.º 74, de Jerez de la Frontera, volvió a Madrid y actuó en El Duende como cantaor del cuadro flamenco. Durante su estancia en Jerez, el maestro Antonio Gallardo Molina, habitual letrista de La Paquera de Jerez, le compuso «Bambino Piccolino», un tema que grabaría en su primer vinilo, con Antonio Arenas a la guitarra, en 1964.
De El Duende pasó a Los Canasteros, el tablao de Manolo Caracol, ya como cantaor solista, y a continuación a Las Cuevas de Nerja, para concluir su periplo madrileño en Torres Bermejas, donde permaneció hasta finales de los años sesenta, siendo promocionado como «el ye-ye gitano». En esta etapa alternó frecuentes giras nacionales con grabaciones discográficas y actuaciones en tablaos, teatros y discotecas, y obtuvo una gran popularidad en la farándula madrileña y las clases populares. En marzo de 1967 participó junto a Paco de Lucía, Flor de Córdoba, Carmen Jara y los Beduinos de Cádiz en el espectáculo Pregón gitano, de Rafael Farina, en el Circo Price de Madrid. En el otoño de ese año intervino como colaboración especial en La Feria del Terremoto, contratado por Dolores Vargas. Cuatro años más tarde, en 1971 Bambino protagonizó en el Teatro Calderón de Madrid el espectáculo Embrujo gitano, junto a Marisol Reyes, los Chimberos y el bailaor Faico.
En este periodo entremezcló estilos como la rumba, las bulerías, los coplas, las rancheras o tangos junto a sonidos más clásicos del flamenco.Bambino componía muchas de sus canciones, incorporando temas poco frecuentes en el flamenco y acompañándolas de un estilo interpretativo intenso y descontrolado. Sus letras versaban sobre pasiones prohibidas, traiciones y desamores, celos y situaciones límite, algo vinculado a su propia vida, en la que vivió abiertamente su bisexualidad y la intensidad de la vida nocturna y las drogas. Sus colaboradores más habituales en el terreno compositivo fueron Alfonso C. Santisteban, Salvador Távora y José Ruiz Venegas, y en el musical los guitarristas Paco Cepero y Paco de Lucía, a quien posteriormente presentaría a Camarón de la Isla.

## Años ochenta en adelante:Soy lo prohibidoy últimos años
A partir de finales de los setenta Bambino vive un estancamiento artístico, que coincide con la pérdida de popularidad de su estilo y la aparición del fenómeno de la Movida, que ocupó gran parte de los locales de Madrid del momento. En 1985 publicó el álbum Soy lo prohibido, que contenía la popular «Procuro olvidarte» y supuso una renovación gracias a las producciones de Gonzalo García Pelayo, que había colaborado con renovadores flamencos como Triana, Gualberto o María Jiménez.Tras él continuó actuando mientras su popularidad decrecía y su voz se deterioraba, y a principios de los noventa decidió finalmente volver a su localidad natal de Utrera, donde vivió como un vecino más y cantó en peñas flamencas y locales de ocio, además de lidiar con la muerte de su madre y hermano.
En esta época publicó su último álbum, Resucité (1996), y recibió homenajes en el Festival del Mostachón (1995), el Teatro Imperial de Sevilla (enero de 1997), el Teatro Reina Victoria de Madrid (abril de 1998) y el Teatro Enrique de la Cuadra (abril de 1999). Cinco días después de este último falleció de un cáncer de garganta en el barrio de El Tinte de Utrera.A su funeral en la iglesia de Santiago asistieron más de dos mil personas, y tras él fue enterrado en un nicho del cementerio municipal.

## Influencia y reconocimiento
El estilo de cante de Bambino, personal y dramático, influyó fuertemente en figuras posteriores como Camarón, María Jiménez, José Mercé, Paco de Lucía o Raphael. Su forma de actuar, marcada por el combo de guitarra, percusión, palmas y piano, así como una imagen cuidada y una gran expresividad en la gesticulación, influyó también a rumberos posteriores. Su figura fue revindicada por Amparanoia, Pedro Almodóvar, Pablo Sycet o José Antonio Abellán, que en 1998 editó su primera compilación. Bambino ha sido denominado «cultivador de la rumba dramática», y se ha señalado «su exasperada forma de meter por bulerías la ranchera, el bolero o el cuplé que no ha sido ni será igualada», así como su interpretación «de esa melodía cargada de sentimientos en el rincón más sutil de la música flamenca». Ramón Vendrell lo denominó «era el príncipe de la rumba fatal».
En 2005 se erigió una estatua de Bambino en bronce la plaza de la Trianilla de Utrera,  y en la calle Cristo de los Afligidos de su barrio de El Tinte se encuentra un gran mural de grafiti en su memoria. En 2009 se desarrolló en Utrera la semana cultural Diez años sin Bambino, con el objetivo de recordar y difundir su legado, y en 2011 fue declarado Hijo Predilecto de Utrera a título póstumo. Su canción «La Pared» (1966) dio nombre al libro Esa maldita pared, en el que se basó la película Apuntes para una película de atracos (2018). En 2021 se estrenó el documental Algo salvaje. La historia de Bambino, dirigido por Paco Ortiz y coproducido por RTVE.

## Discografía

### Álbumes de estudio
- ¡Los Canasteros! (1964).
- Quiero (1967).
- La última noche (1967).
- Bambino! (1969).
- Bambino EP (La noche y tú/Recordándote constantemente/Que siempre te quisiera/¡Errante y sin rumbo! (1970).
- Bambino y su combo flamenco (1971).
- La noche y tú (1973).
- Ódiame (1973).
- Algo de mí (1973).
- Mi gitana, gitana (1975).
- Y no te enteras (1976).
- Te tengo que queré (1977).
- Nos vemos mañana (1978).
- Tan cerca de ti (1980).
- Yo soy yo, Bambino (1982).
- Soy lo prohibido (1985).
- Resucité (1996).

### Compilaciones
Su obra ha sido parcialmente reeditada en los recopilatorios Canciones de Amor Prohibido (RCA, 1998), La Fuerza del Destino (BMG, 2001), Bambino por Ti y por Nosotros (BMG, 2004), Artista de Artistas (Universal, 2009), Lo mejor de Bambino (Universal, 2014), Así Fue. Mis mejores canciones (Sony, 2018) y Algo Salvaje. La historia de Bambino (Sony, 2022).